# SML Isuzu
SML Isuzu Limited ist ein Nutzfahrzeughersteller und -händler im indischen Chandigarh. Es handelt sich um ein Joint Venture von Sumitomo (43,96 %), Isuzu (15,0 %) und weiteren Anteilseignern (41,04 %). Das börsennotierte Unternehmen trug von 1984 bis 2011 den Namen Swaraj Mazda Limited.

## Geschichte
Das Unternehmen wurde 1983 als Swaraj Vehicles Limited gegründet. Ein Jahr später wurden ein Joint Venture und ein technisches Kooperationsabkommen zwischen Punjab Tractor Limited (29 %), Mazda (15,6 %) und Sumitomo (10,4 %) vereinbart. Gleichzeitig wurde das Unternehmen in Swaraj Mazda Limited umbenannt. Die 1986 begonnene Produktion wurde 1987 um einen selbst entwickelten Bus und 1990 um einen eigenen Lastkraftwagen (Swaraj Mazda Super) ergänzt.
Der Marktanteil von Swaraj Mazda bei leichten Nutzfahrzeugen betrug im ersten Jahr 4,42 %, 1988 4,67 % und 1990 6,31 % (bzw. 2,6 % des Nutzfahrzeugmarkts). Von 1991 bis 1995 betrug er wieder 4 Prozent. In den ersten 20 Jahren stellte Swaraj Mazda insgesamt 100.000 Fahrzeuge her. Zugleich wurde ein technisches Kooperationsabkommen mit Isuzu geschlossen.
Anfang 2009 übernahm Sumitomo die gesamte Beteiligung an Swaraj Mazda von Punjab Tractors Limited. Anschließend forderte Mahindra & Mahindra als Mehrheitseigner von PTL (das seine Traktoren unter dem Markennamen Swaraj vertreibt), die Nutzung des Markennamens Swaraj Mazda einzustellen. Dies wurde durch die Umbenennung von Swaraj Mazda in SML Isuzu Limited im Jahr 2011 hinfällig.
im Jahr 2014 hatte SML Isuzu bei leichten Nutzfahrzeugen einen Marktanteil von 7,5 %.
Im Geschäftsjahr 2017 wurden 12.700 Fahrzeuge (7919 Busse und 6990 Lastkraftwagen) produziert, im Jahr 2017 dagegen 14.909 Exemplare (6814 Busse und 5886 Lastkraftwagen). Die theoretische Produktionskapazität beträgt 18.000 Einheiten.
SML Isuzu exportiert Fahrzeuge unter anderem nach Nepal, Bhutan, Sri Lanka (Busse), Ghana, Tansania sowie CKD-Bausätze nach Bangladesch.
Das Unternehmen Isuzu ist in Indien außerdem mit 12,4 % an Isuzu Motors India beteiligt.

## Modelle
Zu den exportierten Bussen gehören Modelle mit 14 bis 45 Sitzplätzen. Die hergestellten Lastkraftwagen (bzw. deren Bausätze) haben eine Nutzlast von 3 bis 12 Tonnen.

Ehemaliges Logo
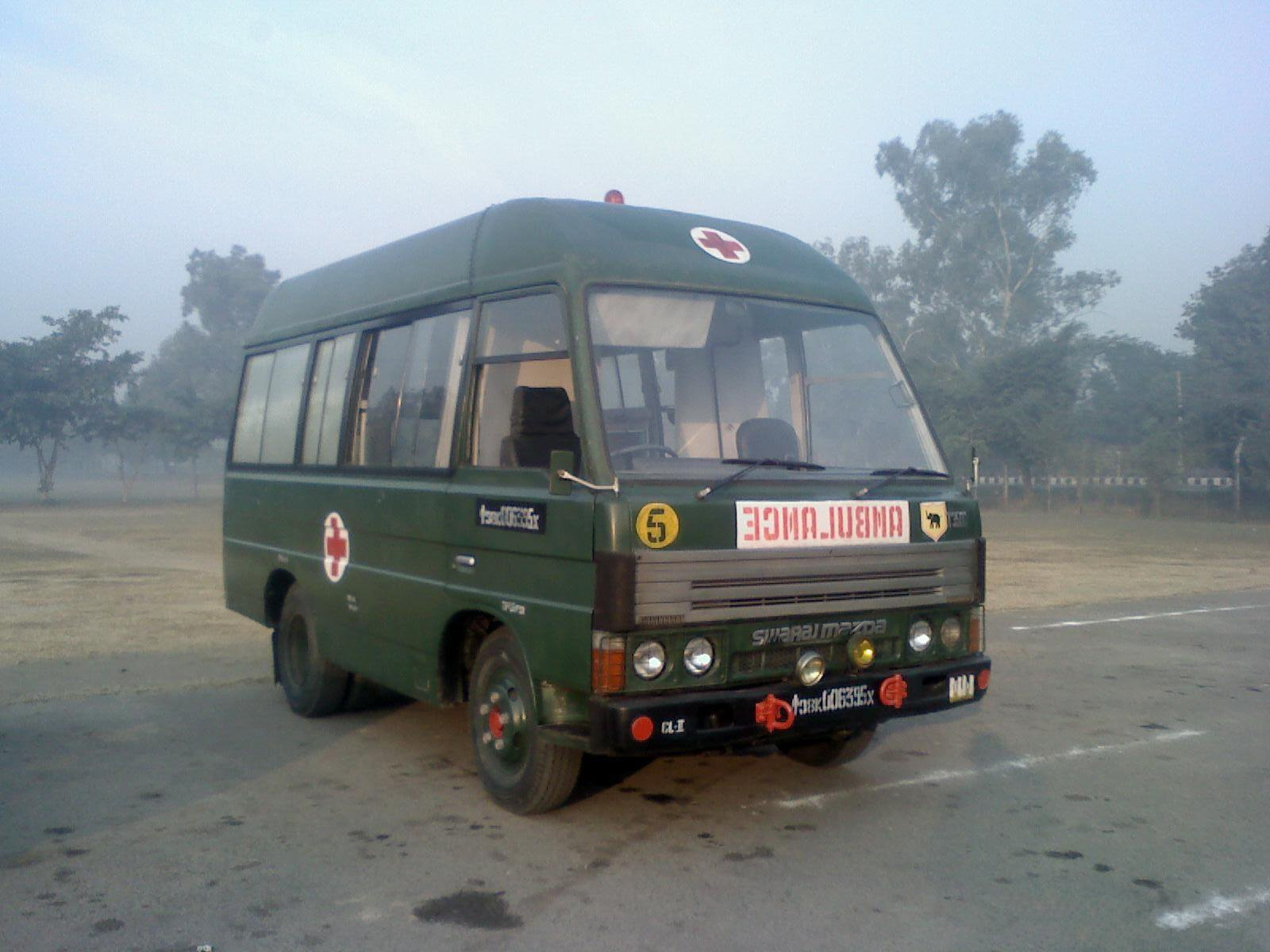
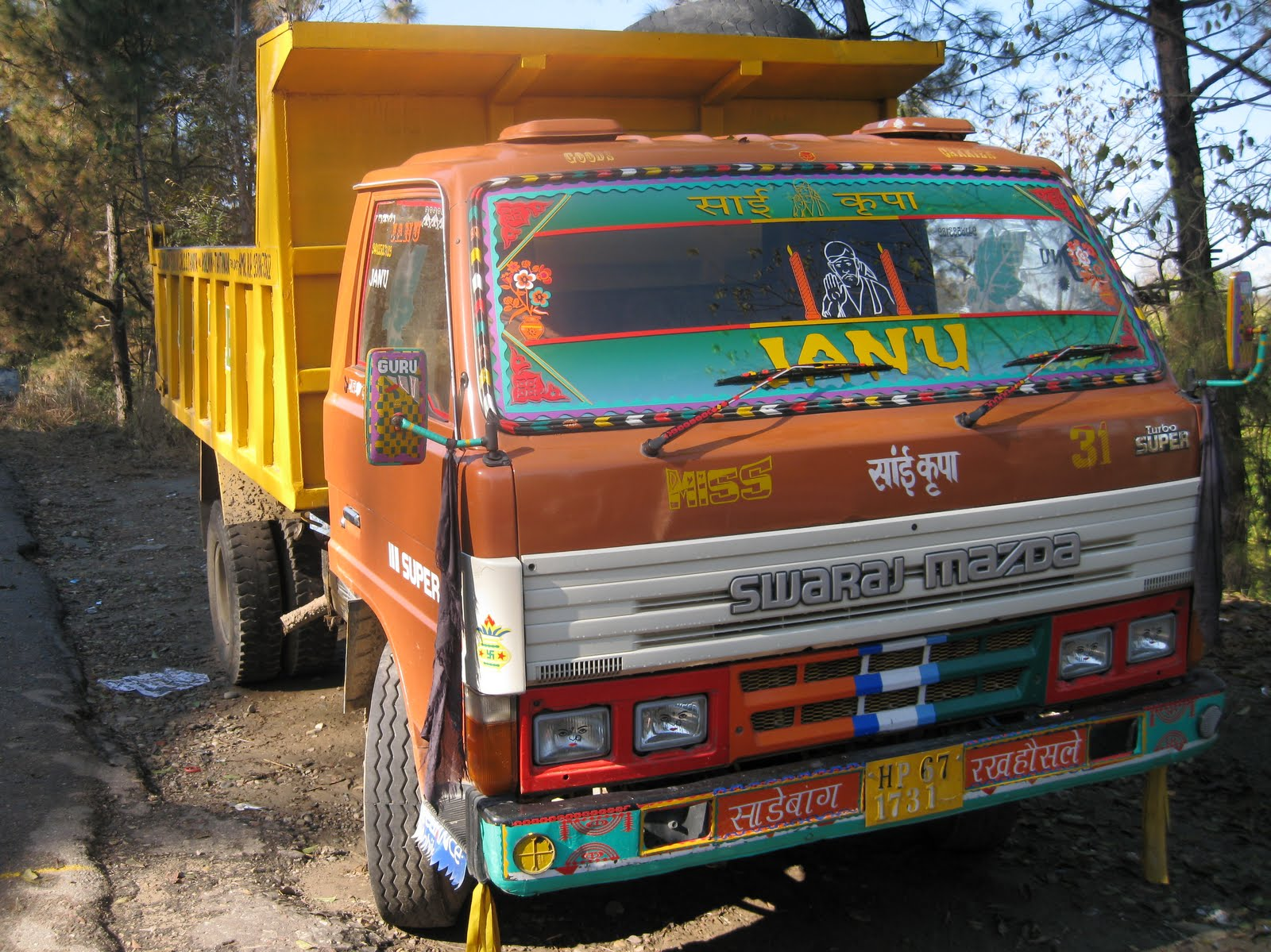
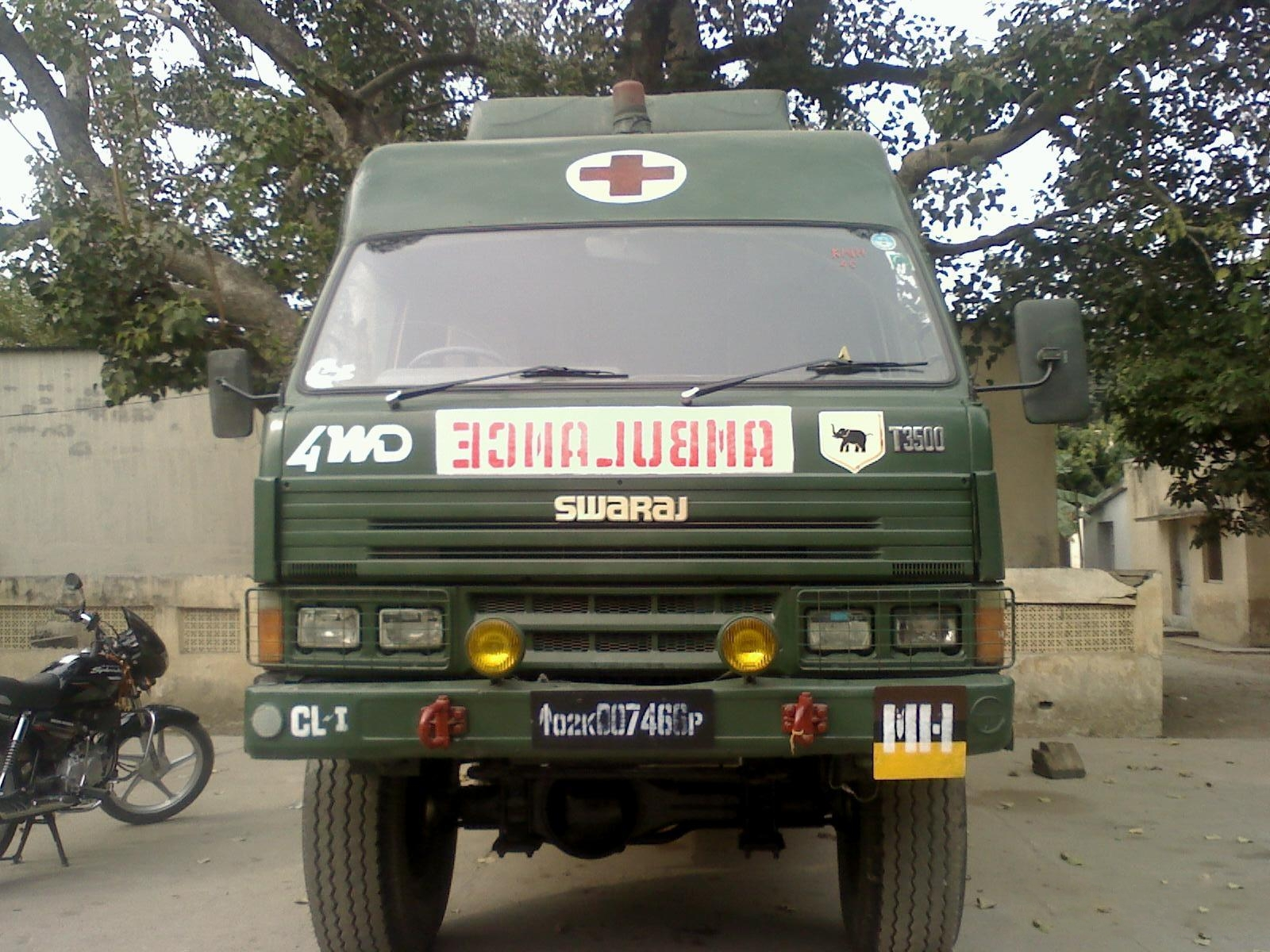